# Platyptilia ainonis
Platyptilia ainonis là một loài bướm đêm thuộc họ Pterophoridae. Nó được tìm thấy ở Nhật Bản (Hokkaido, Honshu).
Chiều dài cánh trước là 10–12 mm.
Ấu trùng có thể ăn Anaphalis margaritacea.